# 車輪配置 2-6-4
車輪配置 2-6-4（しゃりんはいち 2-6-4、ホワイト式分類）は、蒸気機関車の車軸配置のうち、2つ（1軸）の先輪と6つ（3軸）の動輪、4つ（2軸）の従輪で構成されるものをさす。この軸配置は「アドリアティック」(Adriatic)とも称される。

## 概要
アドリアティックの軸配置は、よく知られた3つの例外を除けば、通常はタンク機関車に使用され、サイドタンクを備えていることがわかるようにたとえば"2-6-4T"といった接尾文字をつけて表されることがある。

### テンダー機関車
最も早い例として知られるのは、1901年にケープ植民地鉄道の主任機関車監督だったH.M.ビーティによって設計された南アフリカ国鉄6Z形蒸気機関車である。本形式の最初の車両は、車輪配置 2-6-2のプレーリータイプだった機関車を、2つの車軸による従台車を備える形に改造したものだった。1902年には、当初から車軸配置2-6-4で製造された機関車が加わって運用に就いた。後者は、当初よりこの車軸配置で製造された世界で最初のテンダー機関車であった。

### タンク機関車
車軸配置2-6-4のタンク機関車は、世界のさまざまな鉄道事業者で製造され、主に貨物や近郊旅客列車に用いられた。急行旅客列車で成功した例は少ない。最も早い例として知られるのは南アフリカが最初で、1898年製の南アフリカ国鉄D形蒸気機関車（当時はプレトリア・ピーターズブルグ鉄道55形「トナー」）である。

## 使用例

### オーストリア

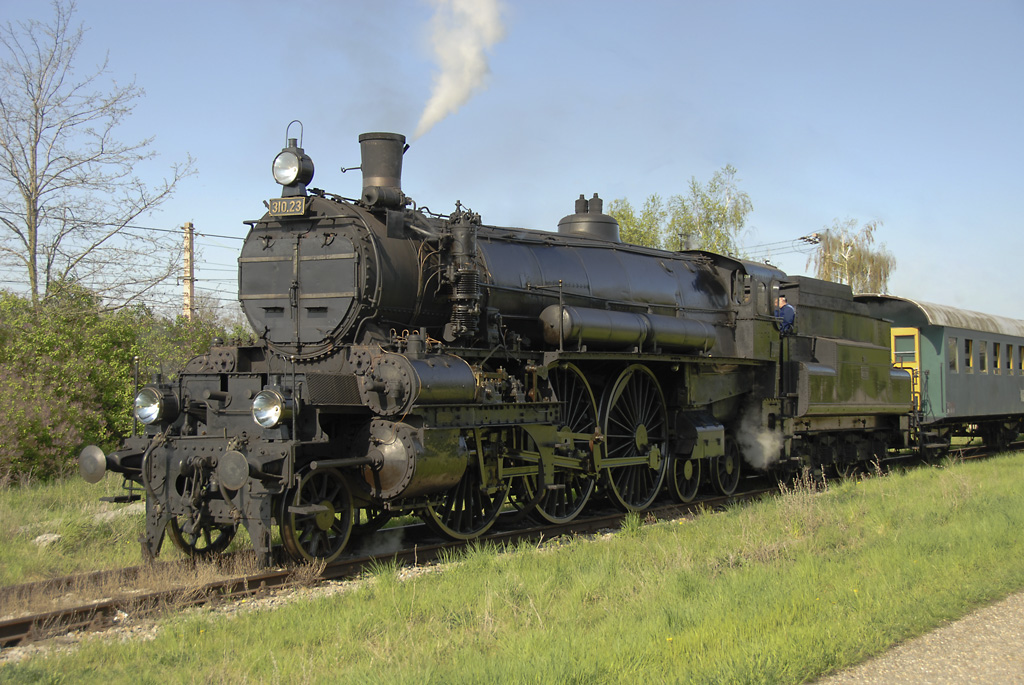
オーストリア国鉄310形蒸気機関車 (310.23号)

オーストリアでは、1908年製の210形と1911年製の310形という、2つの急行用テンダー機関車がこの車軸配置だった。いずれもカール・ゲルスドルフの設計による。1918年までオーストリア＝ハンガリー帝国がアドリア海に接していたことから、この車軸配置はやがてアドリアティックとして知られるようになった。

### フィンランド
フィンランドはVk1形・Vk2形・Vk3形という3形式のタンク機関車を保有した。これら3形式は「イータ」(Iita)と呼ばれた。
Vk1形は301号から305号の番号が付され、ペンシルベニア州フィラデルフィアにあるボールドウィン・ロコモティブ・ワークスで1900年に製造された。Vk1形「イータ」は、アメリカ合衆国製だったため「アメリカン」とも呼ばれた。
Vk2形は454号と455号が付番された。
VR Vk3形蒸気機関車は456号および487号から492号が付番された。1915年にフィンランドの重機械企業のタンペラで製造され、地方の旅客輸送に使用された。489号はフィンランド鉄道博物館で保存されている。

### ドイツ

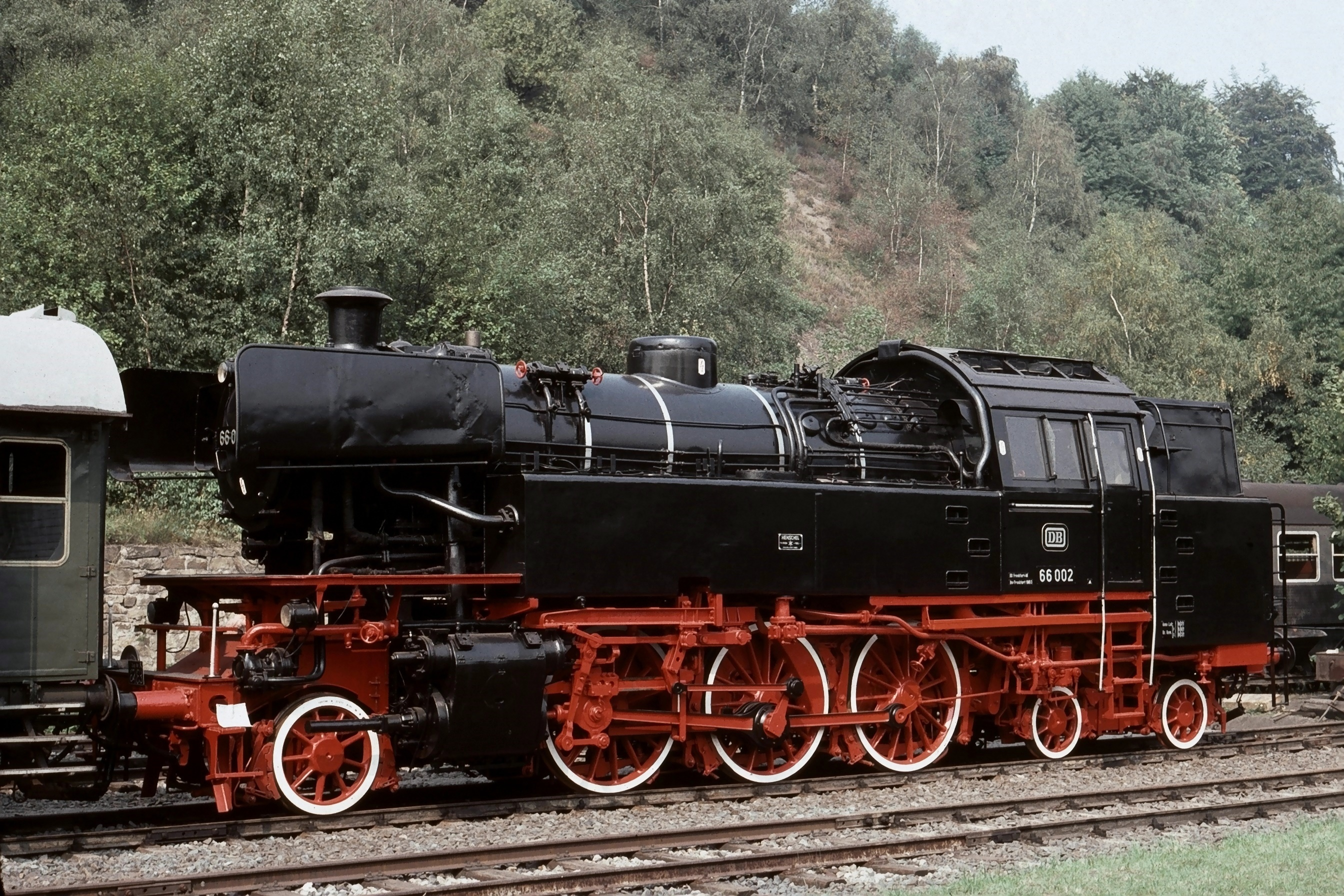
保存機の西ドイツ国鉄66形 66 002

ドイツ連邦鉄道（DB、西ドイツ国鉄）による66形タンク機関車2両は高速貨物と旅客列車用に設計され、1955年にDBの「再建機関車」(Neubaulok)建造計画の一環として製造された。2両とも1968年に退役した。002号機はボーフム・ダールハウゼン鉄道で動態保存されている。

### スウェーデン
スウェーデン国鉄SB形蒸気機関車は、1917年に製造され、1750mmの動輪を備えた旅客機で、1両が保存されている。
スウェーデン国鉄J形蒸気機関車は客貨両用で1300mmの動輪を備え、アトラス、モタラ、ノハブの各社で1914年 - 1918年に製造された。4両が保存されている。

### スイス
2-6-4配置のタンク機関車は1913年にSLMによってベルン・ノイエンブルク線用に製造された。1956年の時点では依然としてバーゼルで使用されていた。少しイギリス風の外観で、その当時は電化されていなかったフランスとスイスを結ぶ列車に使用されていた。

### ニュージーランド
ニュージーランド・クライストチャーチのフェリーミード鉄道では、1067mm軌間の2-6-4タンク機関車が、2009年にボイラー修理のために離脱するまで、定期的に運行されていた。1901年にボールドウィン・ロコモティブ・ワークスで製造された。
ニュージーランド国鉄のWf形は、1903年から1928年まで製造された汎用タンク機関車だった。ニュージーランド全土で使用され、同形機がタスマニア島政府鉄道のD形としても運用された。Wf形は3両が動態保存されている。
- Wf386号 - 最初にウエリントン・オークランド間で使用された機関車の1両で、パエカカリキで保存。
- Wf392号 - タスマニアに売却されてD形として使用された。ボイラーがドン・リバー鉄道で展示されている。
- Wf393号 - フェリーミードで保存。
- Wf403号 - ネルソンで保存。

### 南アフリカ
1898年から1900年にかけて、プレトリア・ピーターズブルグ鉄道(PPR)は、ベイヤー・ピーコック製の6両の2-6-4タンク機関車を投入した。第二次ボーア戦争の期間にこれらの機関車は、まずネーデルラント・南アフリカ鉄道（Nederlandsche-Zuid-Afrikaansche Spoorwegmaatschappij、略称NZASM）に、次いで帝国軍事鉄道（Imperial Military Railways、略称IMR）に引き継がれた。戦争後、これらはセントラル・サウス・アフリカン鉄道(CSAR)で運行され、1912年に南アフリカ国鉄(SAR)に南アフリカ国鉄D形として編入された。
1901年、ケープ植民地鉄道(CGR)は、自社のサルトリバー工場設計でニールソンが製造した2-6-2のプレーリータイプのテンダー機関車である6形を4両投入した。試運転中に、高速域において不安定であると考えられたことから、従輪を2軸ボギー台車に交換して車輪配置を2-6-4に設計が変更された。1901年後半に発注された次の4両はこの変更が取り入れられて、この車輪配置で製造される世界で初の機関車となり、1902年に引き渡された。この設計変更は、高速域での機関車の安定性を著しく改善させ、最初の4両もこれに従って変更された。1912年にSARに編入され、8両の機関車は南アフリカ国鉄6Z形となった
。

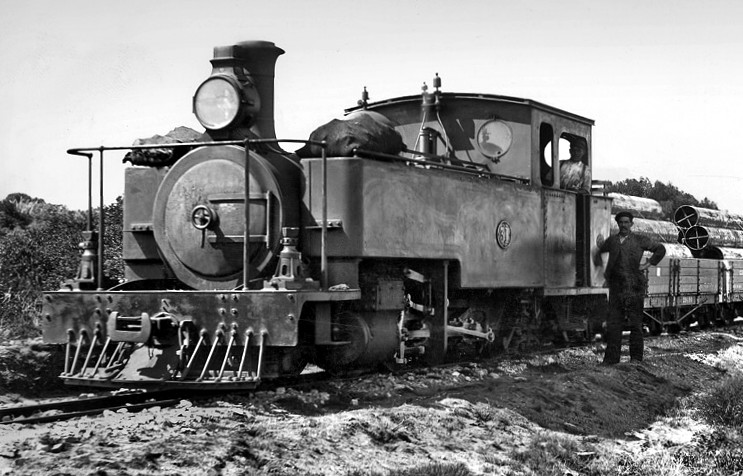
ケープ植民地鉄道A形タンク機関車

1902年、CGRは2両の狭軌用A形蒸気機関車を、ポート・エリザベスからランフクルーフを通るアヴォンチュール支線に投入した。この形式はマニング・ワードル製で、2,362 mm（7フィート9インチ）の車体幅を持ち、610 mm（2フィート）軌間用の機関車としては南アフリカでもっとも幅が広かった。

### イギリス
イギリスで最初の2-6-4のタンク機関車は、1904年に狭軌のリーク・アンド・マニフォールドバレー軽便鉄道用に製造された2両の機関車である。標準軌（1435 mm、4フィート8.5インチ）で最初の例は、1914年製のグレート・セントラル鉄道用の1B形である。
サウス・イースタン・アンド・チャタム鉄道 (SECR)のリチャード・マンセルは、1914年に急行旅客用のK形を設計し、1925年には3シリンダー版のK1形がサザン鉄道に導入された。
この両形式は高速では不安定であることが判明し、1927年のセヴェノークス鉄道事故を契機に、車輪配置 2-6-0のテンダー機関車に改造された。しかし、マンセルは1930年の貨物用サザン鉄道W形蒸気機関車で、この車輪配置の機関車をよりよく運用させている。

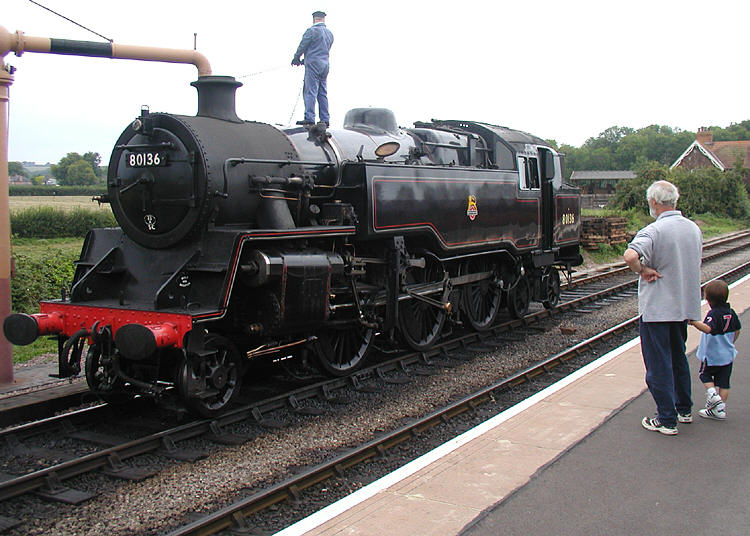
イギリス国鉄4形2-6-4T蒸気機関車 No. 80136

1927年から1940年にかけて、ロンドン・ミッドランド・アンド・スコティッシュ鉄道 (LMS)は、よく似た4種類の設計からなる500両近くの2-6-4タンク機関車を近郊旅客列車用に製造した（詳細はLMS 2-6-4T蒸気機関車 (ファウラー)・LMS 2-6-4T蒸気機関車 (スタニア・3気筒)・LMS 2-6-4T蒸気機関車 (スタニア・2気筒)・LMS 2-6-4T蒸気機関車 (フェアバーン)を参照）。これらの最後となるフェアバーンは、イギリス国鉄 (BR)になってからも1951年まで製造が続けられた。フェアバーンによるLMSでの設計は、成功を収めたイギリス国鉄4形2-6-4T蒸気機関車の元となり、同形式は1957年まで製造が続けられた。

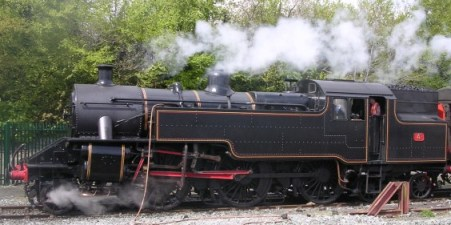
保存機のNCC WT形no. 4

1946年から1950年にかけて、LMSのenは、酷似した設計による18両の軌間1600 mm（5フィート3インチ）用機関車を北アイルランド向けにイギリス国鉄ダービー工場で製造した。この機関車は後にNCC WT形蒸気機関車となった。
ロンドン・アンド・ノース・イースタン鉄道 (LNER)のL1形蒸気機関車の原型は、1945年にエドワード・トンプソンによって設計された。本形式の残る99両は、イギリス国鉄の管理の下で1948年から1950年の間に製造された。

### 日本

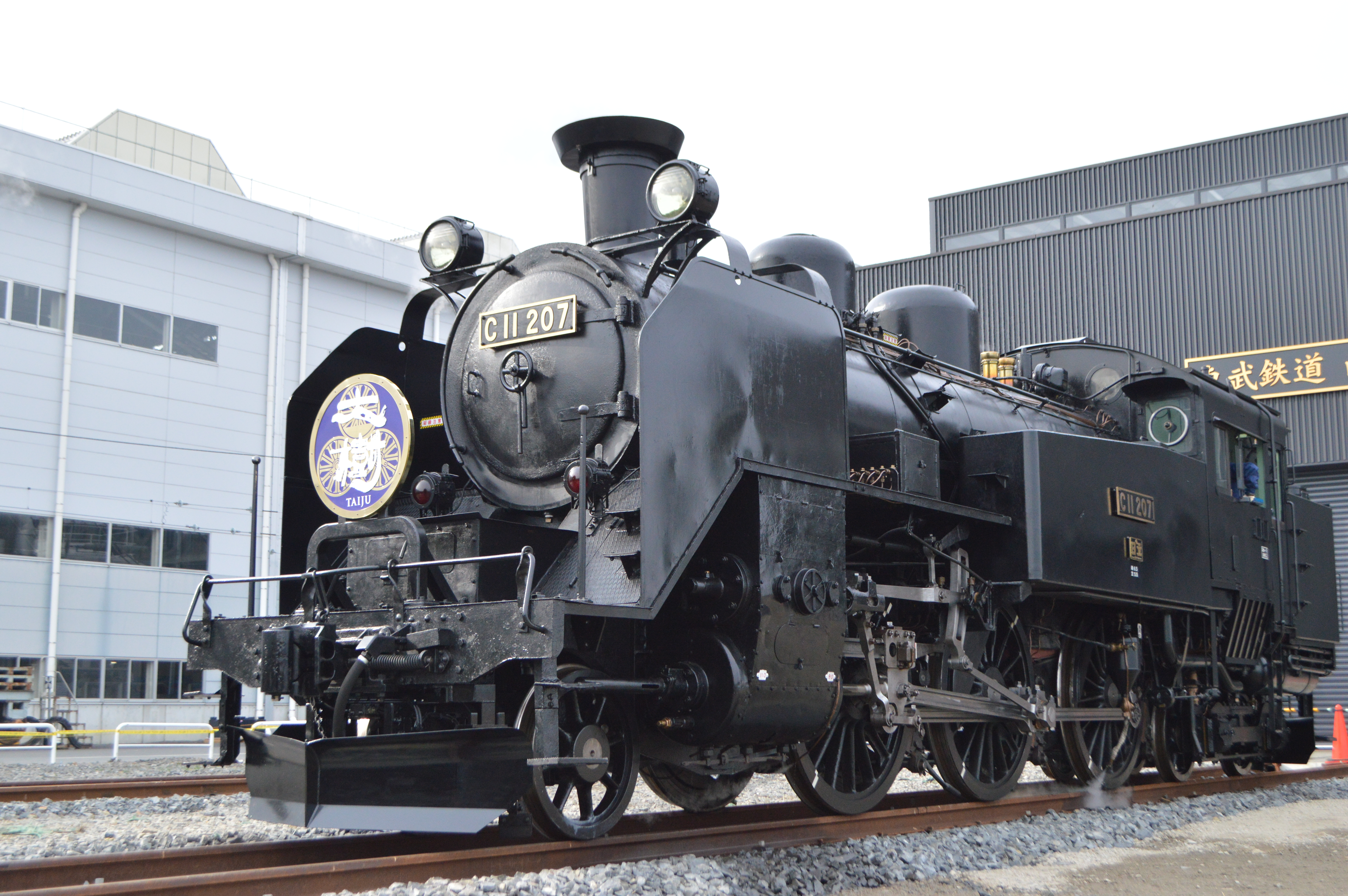
C11形207号機

日本では下記の形式がこの車輪配置で製造された（年度は製造開始年）。
- 国鉄3700形蒸気機関車（1908年）
- 国鉄C10形蒸気機関車（1930年）
- 国鉄C11形蒸気機関車（1932年）

このうち、C11形は私鉄等で製造された派生機も含めて約400両が製造され、全国で運用された。2022年現在は6両が動態保存されている。また、C10形も1両が動態保存中である。